# Polystachya minima
Polystachya minima är en orkidéart som beskrevs av Alfred Barton Rendle. Polystachya minima ingår i släktet Polystachya och familjen orkidéer. Inga underarter finns listade i Catalogue of Life.